# Éloi Tassin
Pour les articles homonymes, voir Tassin.
Éloi Tassin est un coureur cycliste français né le 6 juin 1912 à Vay (Loire-Inférieure) et mort le 17 août 1977 aux Sables-d'Olonne,. 

## Biographie
Bon rouleur, il réalise sa meilleure année en 1945 en remportant le championnat de France, le Grand Prix de Plouay ainsi que le Grand Prix des Nations. Il s'impose également sur une étape du Tour de France en 1939 et en 1947. 

## Palmarès
- 1937
  - 3e du Circuit des Deux-Sèvres
- 1939
  - 2eb étape du Tour de France
  - Circuit de l'Indre
- 1941
  - 3e du Circuit de Paris
  - 3e de Nantes-Saint-Nazaire-Nantes
- 1943
  - 2e de Nantes-Les Sables-d'Olonne
- 1945
  -  Champion de France sur route
  - Paris-Limoges
  - Grand Prix de Plouay
  - Manche-Océan
  - Grand Prix des Nations
  - 3e de Paris-Reims
- 1946
  - Armagnac-Paris
  - 3e de Paris-Montceau-les-Mines
- 1947
  - 17e étape du Tour de France
  - 2e du Grand Prix de l'Écho d'Oran
  - 2e du Tour du lac Léman
  - 3e du Trophée du Journal d'Alger
- 1948
  - Grand Prix de Plouay
  - 2e du Grand Prix de l'Equipe
  - 2e du Circuit de l'Aulne
  - 3e du Grand Prix du VS Musulman d'Alger
  - 3e du Grand Prix des Nations
- 1949
  - Paris-Montceau-les-Mines
  - 3e de Bordeaux-Paris
- 1950
  - 3e du Circuit du Morbihan
  - 3e du Tour de l'Ouest
  - 3e du Tour de la Manche

## Résultats sur le Tour de France
5 participations 
- 1938 : abandon (9e étape)
- 1939 : 32e, vainqueur de la 2eb étape
- 1947 : 37e, vainqueur de la 17e étape
- 1948 : abandon (3e étape)
- 1949 : hors-délais (4e étape)